# Саутгемптон-Медоуз (Вірджинія)
Саутгемптон-Медоуз (англ. Southampton Meadows) — спільнота власників мобільних будинків, а також переписна місцевість (CDP) у США, в окрузі Саутгемптон штату Вірджинія. Населення — 503 особи (2020).

## Географія
Саутгемптон-Медоуз розташований за координатами 36°35′30″ пн. ш. 76°55′45″ зх. д. / 36.59167° пн. ш. 76.92917° зх. д. (36.591619, -76.929289).  За даними Бюро перепису населення США в 2010 році переписна місцевість мала площу 0,74 км², уся площа — суходіл.

## Демографія
Згідно з переписом 2010 року, у переписній місцевості мешкали 592 особи в 207 домогосподарствах у складі 140 родин. Густота населення становила 799 осіб/км².  Було 221 помешкання (298/км²).
Расовий склад населення:
| - 85,6 % — чорних або афроамериканців - 8,6 % — білих - 0,2 % — корінних американців |

До двох чи більше рас належало 5,2 %. Частка іспаномовних становила 2,0 % від усіх жителів.
За віковим діапазоном населення розподілялося таким чином: 33,8 % — особи молодші 18 років, 59,8 % — особи у віці 18—64 років, 6,4 % — особи у віці 65 років та старші. Медіана віку мешканця становила 27,3 року. На 100 осіб жіночої статі у переписній місцевості припадало 91,0 чоловіків;  на 100 жінок у віці від 18 років та старших — 79,0 чоловіків також старших 18 років.